# Sheryl Rubio
Sheryl Dayana Rubio Rojas (Caracas; 28 de dezembro de 1992), mais conhecida pelo seu nome artístico Sheryl Rubio, é uma atriz, cantora, modelo, dançarina e compositora venezuelana. Ela começou a atuar quando criança, participando da novela infantil Amantes de luna llena, onde foi protagonista. Ganhou destaque internacional ao estrelar a série Somos tú y yo (2007–2018; 2009). Além disso, viveu a personagem Rocío Salvatierra na telenovela Coração Esmeralda. Em 2018, protagonizou a primeira temporada da  série de televisão A Casa das Flores.

## Biografia
Sheryl Rubio nasceu em Caracas em 28 de dezembro de 1992. Filha de Óscar Rubio e Damaris Rojas. Ele tinha uma irmã mais velha, chamada Damaris Belmonte, que foi vítima de feminicídio. Rubio terminou seus estudos na escola San José de Tarbes, em Caracas. Sheryl confessou em uma entrevista que durante seu tempo como estudante, ela sofreu bullying.
Aos sete anos de idade, Rubio começou a sentir interesse em se tornar atriz e começou sua carreira em pequenos papéis na televisão.

### 1992—2010: Início da carreira,Somos tú y yoe fama internacional
Desde muito cedo, Rubio já demonstrava seu potencial artístico.Em 1999,ainda criança, foi garota propaganda da Coca-Cola e no ano seguinte já entrando em sua adolescência atuou em uma série de propagandas para a marca de absorventes Always, em 2000. Sua estreia profissional foi na novela juvenil, Amantes de luna llena em 2000, interpretando "Angela Rigores". A trama fez sucesso em alguns países da América Latina, na Europa  e foi um fenômeno de audiência na RomêniaAo final da novela,ela foi escalada para trabalhar na novela La soberana,produzida pela RCTV esta sendo uma produção de Víctor Fernández, interpretando "Micaela Benavides". Em 2002, co-protagoniza outra trama juvenil da emissora La niña de mis ojos, interpretando "Renata Antoni Díaz". Logo então, Sheryl Rubio ficou conhecida na América Latina,seja por sua atuação ou por sua carreira musical,pois,ela também interpretou algumas músicas das trilhas de seus trabalhis.
Em 2007, Rubio foi escolhida para ser a protagonista da coprodução do Boomerang e da  Venevisión Somos tú y yo  interpretando a protagonista"Sheryl Sanchez".A telenovela estreou primeiro no seu país no dia 27 de junho de 2007. A popularidade obtida pela novela foi tão grande no país,motivando a sua exportação para outros países da América Latina,Europa e Ásia. A trama chegou a ser exportada para mais de 160 países,sendo um dos maiores sucessos da televisão venezuelana em todos os tempos Sheryl interpretou alguns dos temas para a trilha sonora da serie, como "Somos tú y yo", "Hoy pienso en ti", "Volver a empezar" e "Sí tu no estás".,motivando assim,a produção de uma segunda temporada que foi exibida em 2008.
Em 2010, protagonizou NPS: No puede ser,que foi a continuação deSomos tú y yo,estreando no 25 de julho de 2010 no país. Este reboot foi ao ar para o resto da América Latina,em novembro do mesmo ano,registrando uma audiência de mais de 4 milhões de telespectadores.

### 2010—2015:La viuda jovene telenovelas
Pouco tempo após o fim de NPS: No puede ser, Rubio já estava gravando sua terceira novela, La viuda joven. A atriz deu vida à principal personagem, Sofia Carlota. Foi inspirada na vida dos espanhóis baronesa Carmen Cervera. Este papel é marcante para a carreira de Rubio,pois,para marcar a transição de público em sua carreira,ela pintou o seu cabelo de loiro.A telenovela foi transmitida pela primeira vez em 16 de março de 2011 novamente na Venevisión.A trama foi exportada principalmente para países do Leste Europeu como a Romênia e a Sérvia.
Em 05 de dezembro de 2012, estreou como Stefany Miller na série Mi ex me tiene ganas. Rubio recebeu uma recepção positiva sobre o caráter dos meios de comunicação na América Latina. Este personagem marca seu crescimento como atriiz em um personagem mais madura. Seu desempenho foi elogiado pelos críticos e ela entrou na lista dos Prémios Inter como um dos artistas para serem observados em 2012.
Em 2014, Rubio foi escolhida por Sandra Rioboó para ser uma das antagonistas de Coração Esmeralda, interpretando Rocio Salvatierra, transmitida pela primeira vez em 03 de março de 2015, no canal Venevisión na Venezuela. A novela foi um grande sucesso no Venezuela sendo vendida para mais de 50 países,inclusive o Brasil. Na série, Rubio canta o tema musical da telenovela, divulgado em 27 de setembro de 2015 e intitulado "Corazón Extraño".
Em 2015, protagonizou um capítulo da série Escándalos, interpretando Ángela Mendori no episódio "Adiós a las niñas". A série conta a história dos crimes conhecidos como Sequestros de Cleveland, ocorridos na primeira década dos anos 2000. Em outubro do mesmo ano, Sheryl viajou para o Equador, a fim de gravar na serie Los Hijos de Don Juan, interpretando a vilã Malibú.

### 2016—presente:Guerra de ídoloseA Casa das Flores
Em janeiro de 2016, Rubio se mudou para o México, aonde assinou um contrato com a joint-venture Televisa-Univision. .Em seguida, Rubio estrelou a campanha Upload Project da organização Stand With Us, junto com a italo-argentina Candelaria Molfese e vários influenciadores latinos.Algum tempo depois,ela se transferiu para a Telemundo,aonde protagonizou Guerra de ídolos interpretando Julia Matamoros. Ela cantou o tema de abertura da série, intitulado "Tantos milagros", além de uma série de faixas que foram inseridas ao decorrer dos episódios. A trilha sonora do programa foi lançada em março de 2016 e é composta apenas de músicas cantadas por Sheryl.
Em 2017, ela interpretou Lucía Dávila na produção original da Netflix A Casa das Flores, atuando com os atores Verónica Castro, Cecilia Suárez e Paco León.Após o seu lançamento,a série se tornou o principal produto do serviço de streaming no México e na Espanha  ganhando sucesso e destaque também na América Latina, e na Europa e Rússia. Com a eventual renovação da série para mais duas temporadas,ela teve o seu contrato renovado para a produção.

## Filmografia

### Novelas
| Ano  | Título                    | Papel                          | Notas                 | Ref           |
| ---- | ------------------------- | ------------------------------ | --------------------- | ------------- |
| 2000 | Amantes de luna llena     | Ángela Rigores                 | Participação especial |               |
| 2001 | La soberana               | Ana Ozores                     | Protagonista          |               |
| 2002 | La niña de mis ojos       | Renata Antoni Díaz             | Participação especial |               |
| 2011 | La viuda joven            | Sofia Carlota Humbolt Calderón | Co-protagonista       | [ 52 ]        |
| 2012 | Mi ex me tiene ganas      | Stefany Miller Holt            | Co-protagonista       | [ 53 ]        |
| 2014 | Coração Esmeralda         | Rocío del Alba Salvatierra     | Protagonista          | [ 54 ] [ 55 ] |
| 2020 | 100 días para enamorarnos |                                |                       |               |

### Séries
| Ano           | Título                      | Personagem           | Episódio(s)           |
| ------------- | --------------------------- | -------------------- | --------------------- |
| 2007–2008     | Somos tú y yo               | Sheryl Sánchez       | Protagonista          |
| 2008          | Somos tú y yo, un nuevo día | Sheryl Sánchez/Candy | Protagonista          |
| 2010          | NPS: No puede ser           | Sheryl Sánchez       | Protagonista          |
| 2015          | Escándalos                  | Ángela Mendori       | Participação especial |
| 2015          | Los Hijos de Don Juan       | Malibú               | Participação especial |
| 2017          | Guerra de ídolos            | Julia Matamoros      | Co-Protagonista       |
| 2018–presente | A Casa das Flores           | Lucía Dávila         | Co-Protagonista       |

## Teatro
| Ano  | Título                           | Personagem | Observação   |
| ---- | -------------------------------- | ---------- | ------------ |
| 2013 | El confesionario de Sheryl Rubio | Ela mesma  | Protagonista |

## Discografia

### Álbuns de estúdio
- Terminamos (2019) [57]

Bandas sonoras
- Somos tú y yo (2007) [58]
- Somos tú y yo, un nuevo dia (2009)
- NPS: No puede ser (2010)
- Coração Esmeralda (2014)
- Guerra de ídolos (2017) [59]

## Turnês
- Somos tú y yo Tour (2007) [60]
- Somos tú y yo, un nuevo día: Live Tour (2009) [61]